# Carillade harmonia
Carillade harmonia là một loài bướm đêm trong họ Noctuidae.